# 細川頼直

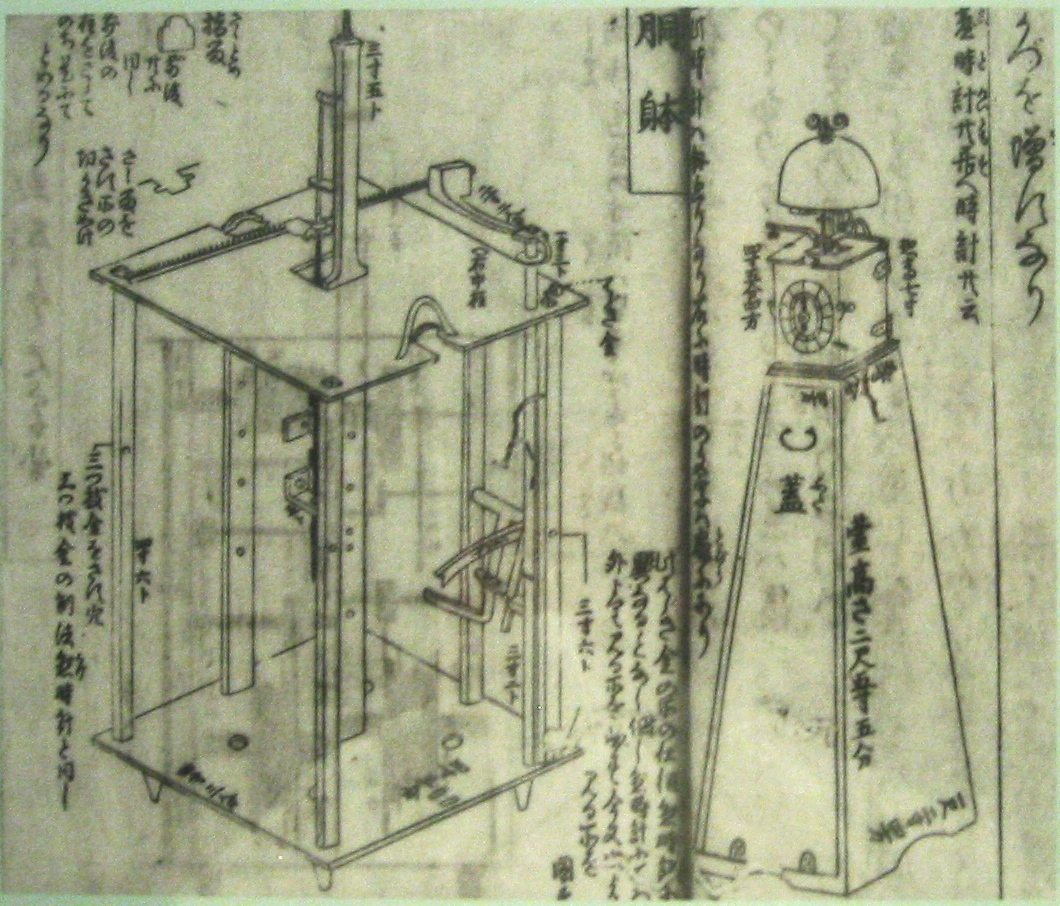
『機巧図彙』

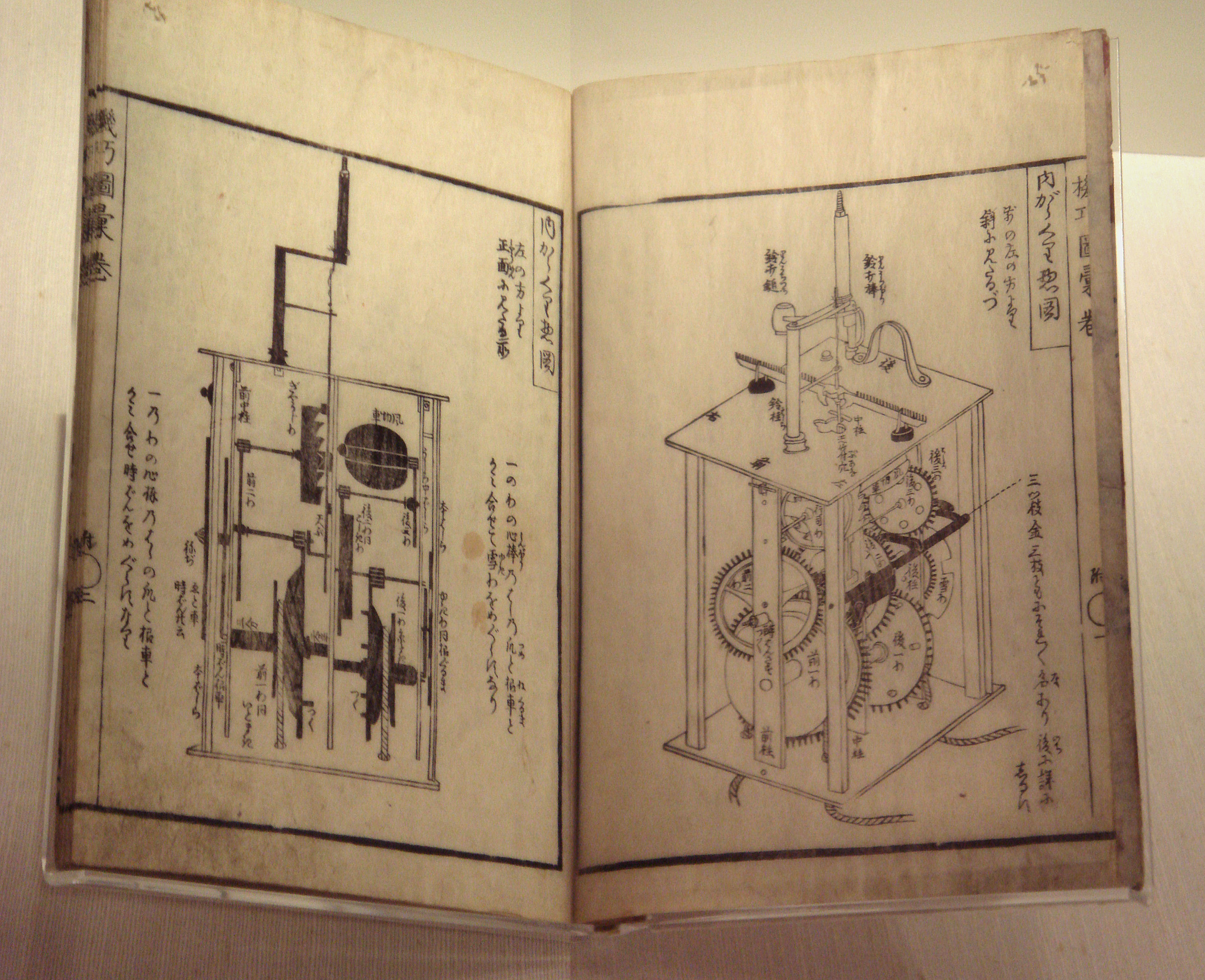
『機巧図彙』に記載される和時計の内部構造の解説

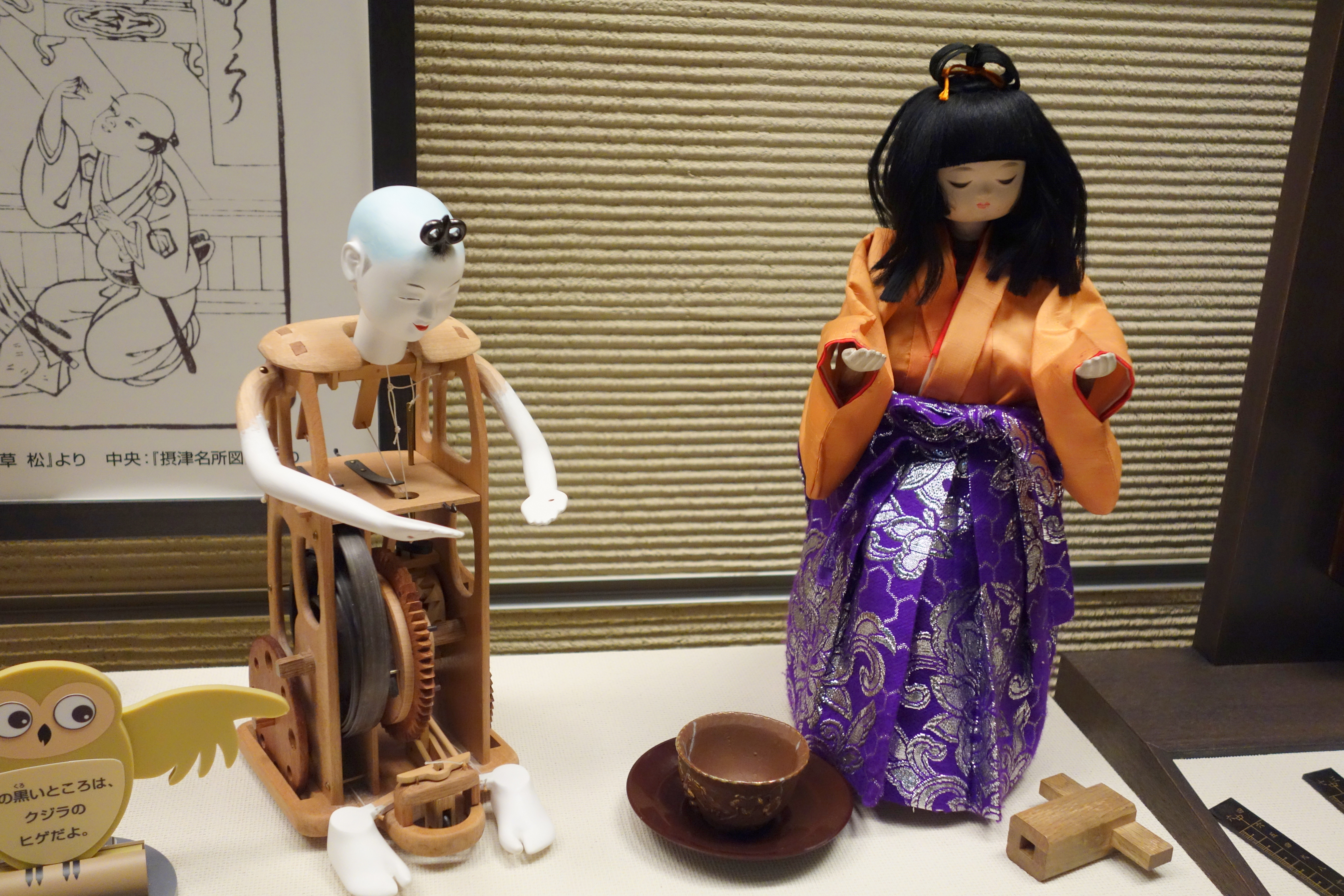
『機巧図彙』を元に復元された茶運び人形とその内部構造（復元品）。国立科学博物館。

細川 頼直（ほそかわ よりなお、生年不詳 - 1796年〈寛政8年〉）は、江戸時代の暦算家、からくり技術者、発明家。通称、半蔵（はんぞう）。字は方郷、丘陵、または万象。土佐藩（後の高知県）出身。武将・細川頼之の子孫との説もある。

## 人物歴
同郷の暦算家・川谷薊山の弟子である片岡直次郎から天文学と暦学を学んだ後、寛政時代初期に天文学の勉強のために江戸にのぼり、和算家の藤田貞資に師事して数学を学んだ。1795年（寛政7年）に公儀で改暦の議が起き、諸国から技術者が募られた際には、その1人に選ばれ、天文方暦作助手として寛政改暦の事業に参画した。
からくりなどの発明にも長け、写天儀（天球儀または天体望遠鏡）、日時計、行程儀（万歩計）などの科学機械を製作したといわれ、「からくり半蔵」の名でも親しまれた。細川の製作したからくりのネズミが、ほかの者の製作したからくりのネコを食い殺したという話すらあり、信憑性はともかく、細川の技術の高さを伝える逸話として後に伝えられてる。
1796年（寛政8年）にからくりの製作方法などを著した自著『機巧図彙（からくりずい）』は、日本初の機械工学書ともいわれ、からくりの仕掛けを図解したものとして最も詳細な文献との評価もある。後に昭和時代のからくり人形師・玉屋庄兵衛（7代目）は1969年（昭和44年）に『機巧図彙』を手本として茶運び人形を完全復元した際、同書の説明のわかりやすさと正確さに舌を巻いている。
没年は同1796年（寛政8年）とされるが、生年不詳のために没年齢は不明。『機巧図彙』の序文の起草年に寛政丁巳、すなわち1797年（寛政9年）とあるため、この没年も正しくないとの見方もある。なお死因については不治の病気との説のほか、禁止されていた技術を公開しようとして死罪となったとの説や、才能を妬まれて毒殺されたとの説もある。